# Kill Bill
Kill Bill es una película de acción y suspense estadounidense de dos partes estrenada en 2003 y 2004 respectivamente, que fue escrita y dirigida por Quentin Tarantino. Kill Bill, que originalmente fue propuesta para tener un lanzamiento único en los cines, pero con una duración de más de cuatro horas, fue separada en dos volúmenes: Kill Bill: Volumen 1, lanzada a finales de 2003, y Kill Bill: Volumen 2, lanzada a inicios del año 2004. Las dos películas fueron bien recibidas por la crítica, muchos resaltando su estilo de dirección y su homenaje a géneros cinematográficos como las películas de artes marciales hongkonesa, las películas de samuráis, spaghetti western, chicas con armas y venganza.
En 2011, las dos películas fueron unidas y, junto a una secuencia animada extensa, fueron estrenadas bajo título de Kill Bill: The Whole Bloody Affair en el New Beverly Cinema, en Los Ángeles, California.

## Sinopsis
La historia está presentada en diez capítulos (cinco por cada volumen), de manera no lineal, utilizando el racconto, común en películas de Tarantino.
En Kill Bill: Volumen 1, una mujer embarazada, identificada como la Novia, es masacrada y tiroteada en la cabeza, en el ensayo de su boda en una pequeña iglesia al sur de Texas, por sus antiguos camaradas del Escuadrón Asesino Víbora Letal, un grupo de asesinos profesionales que trabajan para el mejor postor, venganza, guerra de bandas de traficantes de drogas y asesinatos políticos. Por la venganza de su exnovio Bill, que fue abandonado por la Novia y trataba de alejarse de la banda, para iniciar una nueva vida alejada de la violencia.
Después de caer en un profundo coma durante cuatro años, al despertar, se entera de que ya no tiene a su bebé nonato, escapa del hospital y comienza una inmediata venganza contra todos los asesinos que participaron en la masacre de la iglesia.
A lo largo de la película, se vengará de sus primeros objetivos, incluso viaja a Japón para vengarse de una mujer asesina que ya se retiró de la banda para participar ahora como la líder de la asociación de criminales yakuza. Al final se enfrenta contra la banda de los yakuza que la defienden en una sala de fiestas japonesa, mostrando las tradiciones de la lucha de los guerreros samurái en una gran batalla con katanas contra más de 50 asesinos de la yakuza. Les corta los miembros, brazos y piernas con su nueva katana construida por una leyenda en la fabricación de katanas de Japón, y les advierte que pueden retirarse los heridos, pero que sus miembros cortados ahora le pertenecen a ella, según una vieja tradición de los samurái.
Secuestra a una mujer que era la abogada y amante de su víctima y la lleva a un hospital para que le curen del brazo cortado con su katana en la sala de fiestas, con un mensaje de advertencia para sus enemigos, que les cuente todo lo que sucedió en la sala de fiestas, lo que ella vio con sus ojos y que ella los buscará para vengarse.
En Kill Bill: Volumen 2, después de haber acabado con sus primeros obstáculos, intenta llegar hasta Bill, su principal objetivo.

## Título
Kill Bill puede traducirse literalmente al español como "Matar a Bill". Sin embargo, bill en inglés también significa "cuenta" o "recibo", por lo que una traducción más libre (para apreciar el doble sentido) sería "Saldar cuentas". Por otra parte, en japonés no se distingue la "l" de la "r", y el título se lee "キル・ビル" (Kiru Biru). El verbo kiru (切る) significa "cortar" o "rebanar", como se hace en la película con la katana.

## Reparto
| Actor                    | Personaje                                      | Vol. 1 | Vol. 2 | Doblaje en España                            | Doblaje en Hispanoamérica               |
| ------------------------ | ---------------------------------------------- | ------ | ------ | -------------------------------------------- | --------------------------------------- |
| Uma Thurman              | Beatrix Kiddo / Mamba Negra / La Novia / Mami  | •      | •      | Nuria Mediavilla                             | Claudia Garzón Gaby Willert (redoblaje) |
| David Carradine †        | Bill / Encantador de serpientes                | •      | •      | Manolo García (Vol. 1) Ernesto Aura (Vol. 2) | Gabriel Pingarrón                       |
| Gordon Liu               | Pai Mei/Johnny Mo                              | •      | •      | (Vol. 1)                                     |                                         |
| Vivica Fox               | Vernita Green / Cabeza de Cobre / Jeannie Bell | •      | •      | M. Carmen Alarcón                            | Carola Vázquez                          |
| Daryl Hannah             | Elle Driver / Crótalo de California            | •      | •      | Rosa María Hernández                         | Ishtar Sáenz                            |
| Lucy Liu                 | O-Ren Ishii / Mocasín                          | •      | •      | Alicia Laorden                               | Liliana Barba                           |
| Michael Madsen           | Budd / Serpiente de cascabel                   | •      | •      | Salvador Vives                               | Germán Fabregat                         |
| Julie Dreyfus            | Sofie Fatale                                   | •      |        | Marta Barbará                                | Rosalba Sotelo                          |
| Chiaki Kuriyama          | Gogo Yubari                                    | •      |        |                                              | Leyla Rangel                            |
| Sonny Chiba              | Hattori Hanzō                                  | •      | •      | Joan Crossas                                 | Humberto Vélez                          |
| Michael Parks            | Earl McGraw Esteban Vihaio                     | •      | •      | Juan Carlos Gustems (Earl McGraw)            | Mario Díaz Mercado                      |
| Michael Bowen            | Buck                                           | •      |        | Rafael Calvo                                 | Arturo Mercado Chacón                   |
| Christopher Allen Nelson | Tommy Plympton                                 | •      | •      |                                              | Ricardo Tejedo                          |
| Bo Svenson               | Reverendo Harmony                              |        | •      | Jordi Boixaderas                             | Humberto Vélez                          |
| Samuel L. Jackson        | Rufus                                          |        | •      | Miguel Ángel Jenner                          | Victor Hugo Aguilar                     |
| Larry Bishop             | Larry Gómez                                    |        | •      | Eduard Farelo                                | Enrique Cervantes                       |
| Laura Cayouette          | Rocket                                         |        | •      |                                              | Magdalena Tenorio                       |
| Perla Haney-Jardine      | B.B.                                           |        | •      | Kaori Mutsuda                                | Michelle Aguilera                       |
| Ambrosia Kelley          | Nikki Bell                                     | •      |        |                                              | Jessica Ángeles                         |
| Helen Kim                | Karen Kim                                      |        | •      |                                              | Carola Vázquez                          |
| Quentin Tarantino        | Maníaco                                        | •      |        |                                              |                                         |

## The Whole Bloody Affair
Tarantino anunció en el Festival Internacional de Cine de Provincetown de 2008 que una sola versión cinematográfica de los dos volúmenes llamado Kill Bill: The Whole Bloody Affair con una secuencia extendida animada fue programada a estrenarse en mayo de 2009. Las proyecciones de la película completa comenzó el 27 de marzo de 2011 en el New Beverly Cinema. La versión The Whole Bloody Affair de la película estuvo corriendo por una semana en el susodicho teatro en Los Ángeles, y se verificó que fue la impresión original que se estrenó en el Festival de Cannes de 2003, antes de tomarse la decisión de corte en dos volúmenes debido a su aproximada duración de cuatro horas. La proyección en New Beverly incluso conservó los subtítulos en francés necesarios para presentar una película de habla inglesa en el Festival de Cannes.
Las diferencias en esa versión en comparación a los volúmenes separados incluyeron el «viejo proverbio klingon» —presentado al inicio del Volumen 1— no fue mostrado, aunque una dedicación al cineasta Kinji Fukasaku estuvo en su lugar; la secuencia anime es ligeramente más extensa con más gore; La batalla en La Casa en las Hojas Azules está en color, el cual fue puesta en blanco y negro para el estreno estadounidense del Volumen 1 solamente; Sofie Fatale perdió ambos brazos; la revelación de que la hija de la Novia está viva al final del Volumen 1 no está presente, la escena en blanco y negro al inicio de Volumen 2 no fue mostrada, mientras en su lugar está un pequeño interludio musical que lleva directamente al Capítulo 6.

## Futura secuela
Tarantino habló con Entertainment Weekly en abril de 2004, que está planeando una secuela:

«Oh, sí. Inicialmente estuve pensando que esto sería mi "Trilogía del dólar". Iba hacer uno nuevo cada diez años. Pero necesito al menos quince años antes de hacerlo nuevamente. Ya tengo toda la mitología completa: Sofie Fatale conseguirá todo el dinero de Bill. Ella criará a Nikki, quien se enfrentará a La Novia. Nikki merece su venganza cada pedacito tanto como La Novia mereció la suya. Yo incluso podría rodar un par de escenas para conseguir a las actrices en esta edad.»

Según Tarantino, los detalles surgieron sobre dos posibles secuelas, Kill Bill: Volumen 3 y 4. De acuerdo al artículo, «Bennett Walsh dijo en el Festival Internacional de Cine de Shanghai, la tercera película involucra la venganza de las dos asesinas que brazos y ojos fueron destrozados por Uma Thurman en las primeras historias. El artículo añade que la «cuarta entrega de la película de acción de artes marciales tratará de un círculo de represalias e hijas que vengan la muerte de sus madres».
Quentin Tarantino dijo que, después de la finalización de Grindhouse, el desea hacer dos películas animes de Kill Bill. Uno sería una historia original sobre Bill y sus mentores, y el otro sería un origen protagonizada por La Novia. El último es más probable a ser una precuela, pero también seguiría el rumor (secuela) reportada en Entertainment Weekly en abril de 2004.
El 1 de octubre de 2009, en el Festival Internacional de Cine de Morelia, mientras es entrevistado en un espectáculo televisivo italiano se le preguntó por el éxito de las dos películas de Kill Bill, y Tarantino indicó: «No me has preguntando sobre la tercera». Esto hizo que se le preguntara si se produciría una tercera película de Kill Bill, a lo que él replicó: «, Sí. ¡La Novia peleará otra vez!». El 3 de octubre de 2009, predijo que Kill Bill: Volumen 3 sería su novena película, y sería estrenada en 2014. Dijo que estaba intentando hacer otra película no relacionada antes de comprobarla como su octava película. Confirmó que deseó que s+transcurriesen diez años antes de pasar al último conflicto de la Novia, con el objetivo de entregarle a ella y su hija un período de paz.
En una entrevista promocional con motivo del estreno de Django Unchained dijo: "No sé si alguna vez se rodará Kill Bill volumen 3. Ya veremos... aunque probablemente no la haga". Sin embargo, en julio de 2019, Tarantino dijo que había hablado con Thurman sobre una posible secuela, y añadió: «Si alguna de mis películas va a continuar alguna de mis otras películas, será una tercera Kill Bill»  En diciembre, Tarantino añadió que había hablado con Thurman sobre una idea "interesante" para una nueva película. «Llevaría como mínimo tres años, pero sin duda está sobre la mesa».